# Врбас (Доњи Вакуф)
Врбас је насељено мјесто у Босни и Херцеговини, у општини Доњи Вакуф, које административно припада Федерацији Босне и Херцеговине. Према попису становништва из 2013. у насељу је живјело 177 становника.

## Становништво
По последњем службеном попису становништва из 1991. године, у насељу Врбас живело је 219 становника. Становници су претежно били Срби.
| Националност | 2013.        | 1991.        |
| Муслимани    | 169 (95,48%) | 80 (36,53%)  |
| Срби         | 6 (3,39%)    | 138 (63,01%) |
| Југословени  | –            | 1 (0,46%)    |
| неизјашњени  | 2 (1,13%)    | –            |
| Укупно       | 177          | 219          |